# سينما ساحل العاج

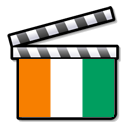
سينما ساحل العاج

تُشير السينما الإيفوارية إلى صناعة السينما في ساحل العاج.
منذ ظهور التكنولوجيا الرقمية في عام 2004، تم إنتاج أفلام جديدة بانتظام: مثل (Coupé décaler) للمخرج (Fadiga Demilano)، و(Les bijoux du sergent Digbeu)  للمخرج (Alex Quassy)، و(Signature) للمخرج (Alain Guikou).
حاليًا يتم إصدار فيلم كل ثلاثة أشهر في المتوسط.
لا تزال السينما الإيفوارية بعيدة عن الاحتراف، حيث يصعب على المنتجين الإيفواريين بشكل خاص العثور على تمويل لائق. كما أنه لا توجد هناك مدرسة سينمائية في كوت ديفوار.

## الأنواع

### سينما الرسوم المتحركة
ظلت السينما الإيفوارية مقتصرة منذ فترة طويلة على الأفلام القصيرة، بينما تم إنتاج أول فيلم أنيميشن طويل سنة 2013 من خلال فيلم (Pokou, princesse ashanti)، من إخراج (Abel Kouamé)،  تبعتها إنتاجات أخرى من استوديو (Afrika Toon). تم إنشاء العديد من استوديوهات الرسوم المتحركة الإيفوارية الأخرى خلال الفترة نفسها، بما في ذلك (robase studio) و(C'Kema). في أبريل 2015، تضافرت جهود العديد من هذه الاستوديوهات لتشكيل الرابطة الإيفوارية لسينما الرسوم المتحركة (Aifa)، من أجل الترويج للسينما المتحركة في البلاد.

## الأفلام
- تصنيف:أفلام إيفوارية

## شخصيات

### الممثلون
- تصنيف:ممثلون وممثلات إيفواريون

### المخرجون
- صديقي باكابا (مواليد 1949)
- هنري دوبارك (1941-2006)
- ديزيريه إيكاري
- كلود غناكوري
- روجر كنوان مبالا
- ميشيل جوو
- سليمان كولي
- يو كوزولوا
- فاديكا كرامو-لانسين
- فيليب لاكوت
- غيديبا مارتن
- بيانفوني نيبا
- رودي روديسيون
- كيتيا توريه
- موري تراوري
- أكيسي دلتا (مواليد 1960)

## روابط خارجية
- الأفلام الإيفوارية على قاعدة بيانات الأفلام على الإنترنت (بالإنجليزية)
- السينما الإيفوارية على موقع (Cultures & Cinémas) نسخة محفوظة 21 سبتمبر 2013 على موقع واي باك مشين.
- "السينما الإيفوارية ستنتعش ! » (مقابلة مع المخرج روجر كنوان مبالا، 100٪ ثقاقة )